# طحينة

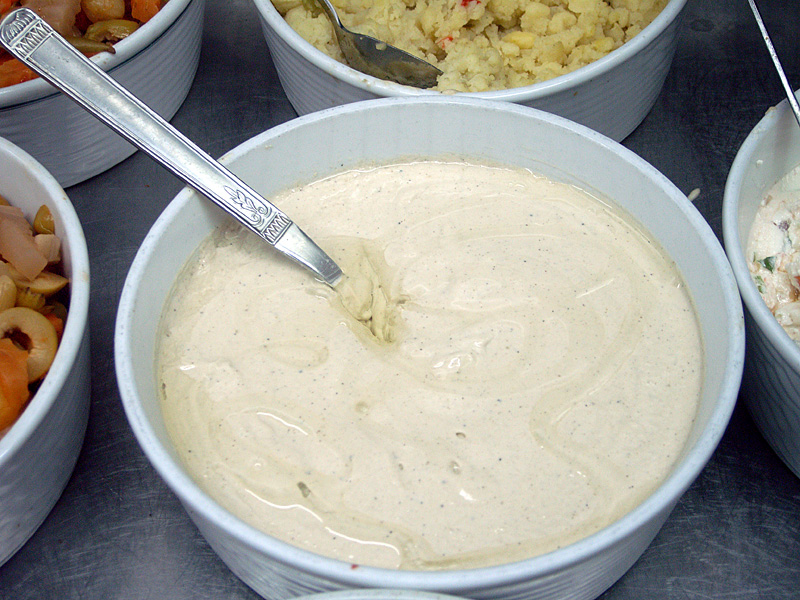
صحن من الطحينة المصرية

الطَحِيْنة أو الطحينية أو الراشي (باللهجة العراقية)، هي عصارة حب السمسم، حيث يعصر السمسم بعد تنظيفه وتحميصه على النار، كما ويمكن عصره بدون تحميصه. تدخل الطحينة في صناعة العديد من الحلويات والأطباق المالحة وكذلك في صناعة الحلاوة الطحينية والحلاوة السمسمية.

## التاريخ
أقدم ذكر للسمسم هو في وثيقة مسمارية مكتوبة منذ 4000 سنة تصف عادة خدمة نبيذ السمسم للآلهة. كتب المؤرخ هيرودوت عن زراعة السمسم قبل 3500 سنة في منطقة دجلة والفرات في بلاد ما بين النهرين. وكان يستخدم أساسا كمصدر للزيت.
يُشار إلى الطحينة كمكون من مكونات حمص كاسا، وهي وصفة منقولة من كتاب طبخ عربي مجهول من القرن الثالث عشر وهو كتاب وسف العطية المتدة.
معجون السمسم هو عنصر مستخدم في بعض الأطباق الصينية واليابانية. المطبخ السيتشواني يستخدمه في بعض وصفات المعكرونة داندان. كما يستخدم معجون السمسم في المطبخ الهندي.
في أمريكا الشمالية، كانت طحينة السمسم، جنبا إلى جنب مع غيرها من زبد المكسرات الخامة، متاحة بحلول عام 1940 في مخازن الأغذية الصحية.

## التسمية
الطحينة من أصل عربي، والكلمة مشتقة من الفعل «طحن» والذي تشتق منه أيضاً كلمة طحين في بعض اللهجات. ظهرت كلمة الطحينة باللغة الإنجليزية في أواخر الثلاثينات.

## الإعداد والتخزين
الطحينة مصنوعة من بذور السمسم التي يتم نقعها في الماء ثم سحقها لفصل النخالة من الحبوب. يتم نقع البذور المسحوقة في المياه المالحة، مما يتسبب في إغراق النخالة. يتم نزع الحبات العائمة من السطح وتحميصها وطحنها لإنتاج العجينة الزيتية. ويمكن أيضا أن تصنع من البذور غير المحمصة وتسمى «الطحينة الخام»، التي تباع في بعض الأحيان كمنتج غذائي عضوي.
بسبب محتوى الزيت العالي في الطحينة، يوصي بعض المصنعين بتبريدها لمنع التلف. البعض الآخر لا يوصي بالتبريد، لأن التبريد يجعلها أكثر لزوجة وأكثر صعوبة في تقديم.

## الاستخدامات
الصلصات التي تعتمد على الطحينة شائعة في مطاعم الشرق الأوسط كطبق جانبي أو كزينة، وعادة ما تشمل عصير الليمون والملح والثوم وتخفف بالماء. يتكون الحمص من الحمص المطبوخ المهروس الممزوج مع الطحينة وزيت الزيتون وعصير الليمون والملح والثوم. صلصة الطحينة توضع فوق اللحوم والخضروات في المأكولات الشرق أوسطية. الحلاوة الطحينية هي نوع من الحلوى وقد تكون مهروسة أو قابلة للدهن في بعض الأحيان أو تأتي وأعلاها قطع من الفستق. وعادة ما تدهن على الخبز وتؤكل على الإفطار أو كوجبة خفيفة سريعة.
في أرمينيا، يمكن استخدام الطحينة كصلصة لوضعها على اللحم بالعجين. في اليونان، يتم دهن الطحينة على الخبز إما وحدها أو مع العسل أو المربى. تتوفر جرار الطحينة الجاهزة الممزوجة بالعسل أو الكاكاو في ممرات طعام الإفطار في محلات السوبر ماركت اليونانية. في قبرص، يتم استخدام الطحينة، المعروفة محليا باسم تاشي، لتغميس للخبز بدلا من جاجيك (سلطة اللبن)، وهو أمر معتاد في اليونان.
وتسمى الطحينة أرده في الفارسية. في إيران يتم استخدامها لصنع «حلواارده» وهو نوع من الحلويات مكون من الطحينة والسكر وبياض البيض بالإضافة إلى مكونات أخرى. كما تؤكل أثناء وجبة الإفطار، عادة مع مادة حلوة مصاحبة، مثل شراب العنب أو شراب التمر أو العسل، أو المربى، الخ. وتعتبر حلواارده من بين الهدايا التذكارية لمدينتي يزد وأرداكان الإيرانيتين.
في تركيا، يتم خلط الطحينة مع البيكماز لصنع بيكماز الطحينة الذي يتم تقديمه كعنصر إفطار أو بعد وجبات الطعام كتغميسة للخبز. في العراق، تُعرف الطحينة باسم الراشي، وتخلط مع شراب التمر (رب) لصنع حلوى حلوة تؤكل عادة مع الخبز.
في فلسطين، الطحينة هي مادة غذائية أساسية. يتم تقديمها كتغميسة مع الخبز المسطح أو البيتة، وتتصدر العديد من الأطعمة مثل الفلافل وساندويتش الفلافل (Sabich) ومشاوي القدس المشكلة والشاورما. كما أنها تستخدم كصلصة للحوم والأسماك، وفي الحلويات الحلوة مثل الحلاوة والايس كريم وكوكيز الطحينة. كما يتم تقديمها في الفرن مع الكفتة المصنوعة من لحم الضأن أو لحم البقر مع التوابل والأعشاب أو مع سمكة كاملة في المناطق الساحلية وبحيرة طبريا.
في بلاد الشام، الطحينة هي مادة غذائية أساسية تعد بالملح وعصير الليمون والثوم المهروس (اختياري). يتم تقديمها كتغميس مع خبز البيتة أو فوق الفلافل والشاورما. كما أنها تستخدم كصلصة للحوم والأسماك. وهي عنصر رئيسي في طبق المأكولات البحرية المسمى بالصيادية. تستخدم الطحينة في الحلويات الحلوة مثل الحلاوة والحلاوة مع الفستق.
في قطاع غزة، يتم تقديم طحينة بلون الصدأ معروفة باسم «الطحينة الحمراء» بالإضافة إلى الطحينة العادية. تصنع هذه الطحينة من خلال عملية مختلفة وأطول من تحميص بذور السمسم، ولها طعم أكثر كثافة. تستخدم الطحينة الحمراء في السواجية (لحم الضأن مع الشجر والسماق) ولسلطات الفلاحين من القرى المحيطة، وكذلك جنوب غزة. في مدينة نابلس بالضفة الغربية، تختلط الطحينة مع عجينة قزحة لصنع «الطحينة السوداء»، المستخدمة في الخبز.
في شرق آسيا، معجون السمسم هو من التوابل الرئيسية المستخدمة مع المعكرونة الجافة (الساخنة أو الباردة). كما يمكن تناول عجينة السمسم كحلوى، تعرف باسم حساء السمسم الأسود.
في السعودية، تقدم الطحينة مع العديد من الأطباق كالرز بالحمص والكباب الميرو والسمك ورز الصيادية.
تضاف الطحينية إلى السلطات أو الحمص بالطحينة (المسبحة)، أو تخلط مع الدبس وتؤكل شتاءً كفطور مغذٍ ولذيذ. كما تستخدم في وجبة الكفتة الأردنية.
في الإمارات، تستخدم في تقديم طبق الشاورما الإماراتية.

## معلومات غذائية
تحتوي كل ملعقة كبيرة من الطحينة بحسب وزارة الزراعة الأميركية على المعلومات الغذائية التالية:
- السعرات الحرارية: 89 سعر
- الدهون: 8.06 غم
- الدهون المشبعة: 1.12 غم
- الكاربوهيدرات: 3.18 غم
- الألياف: 1.4 غم
- الكوليسترول: 0
- البروتينات: 2.55 غم

وللطحينة العديد من الفوائد الصحية منها: